# 잃어버린 세계 (마이클 크라이튼의 소설)
《잃어버린 세계》(영어: The Lost World)는 1995년에 마이클 크라이튼이 쓴 SF 소설이다.